# Relações entre Itália e Líbia
As relações entre Itália e Líbia são as relações diplomáticas estabelecidas entre a Itália e a Líbia.
As relações entre ambos foram particularmente difíceis nos primeiros vinte anos da República Árabe Líbia de Muammar Gaddafi. Os temas centrais em causa foram os bens confiscados de empresas e dos cidadãos italianos em 1970 e as demandas líbias de compensação pelos danos coloniais e de guerra. Um momento de forte tensão ocorreu em 1986, na sequência do bombardeio estadunidense a Trípoli e Bengazi e do ataque de mísseis líbios contra Lampedusa. A situação das relações bilaterais melhorou a partir do Comunicato congiunto Dini-Mountasser de 1998 até a celebração do Tratado de amizade e cooperação  de Bengazi em 2008. A Líbia de Gaddafi tornaria-se uma aliada para a Itália na costa norte africana e fornecedora de energia (gás e petróleo) até a Guerra Civil Líbia de 2011.

## História
Entre 1911 e 1947, a atual Líbia foi uma colônia italiana. Ambos os países estabeleceram relações diplomáticas em 1947.
Em 1970, a Gaddafi expulsou todos os italianos da Líbia e confiscou suas posses.
Embora a Líbia fosse considerada um Estado pária por grande parte da comunidade internacional sob o governo de Muammar Gaddafi, a Itália manteve relações diplomáticas com a Líbia que exportava uma quantidade significativa de seu petróleo ao país.   As relações entre a Itália e a Líbia aqueceram na primeira década do século XXI, quando entraram em acordos de cooperação para lidar com a imigração ilegal para a Itália. A Líbia concordou em impedir agressivamente que os imigrantes da África subsaariana usassem o país como uma rota de trânsito para a Itália, em troca de ajuda externa e das tentativas bem sucedidas da Itália para que a União Europeia retirasse as suas sanções comerciais contra a Líbia.
Em 30 de agosto de 2008, a Itália reconheceu e se desculpou pelos danos e pela responsabilidade moral sofrida pelo povo líbio durante o período do colonialismo italiano, e essa foi a primeira vez na história que um país se desculpa e indeniza por sua colonização anterior.
Em 2009, Gaddafi visitou a Itália pela primeira vez em seu governo de 40 anos.  No entanto, quando Gaddafi enfrentou uma guerra civil em 2011, a Itália impôs um congelamento de alguns ativos líbios ligados a ele e sua família, nos termos das sanções impostas pelas Nações Unidas  e, em seguida, vários países intervieram e bombardearam a Líbia. Após a morte de Muammar al-Gaddafi, a Itália reconheceu o Conselho Nacional de Transição como o governo da Líbia.
Em 26 de setembro de 2011, a companhia de energia italiana Eni anunciou que reiniciou a produção de petróleo na Líbia pela primeira vez desde o início da guerra civil líbia de 2011. O retorno rápido de Eni aos campos petrolíferos líbios refletiu as relações positivas entre Roma e Trípoli sob o Conselho Nacional de Transição. 